# Вольни, Мартин Эвальд
Мартин Эвальд Вольни (Martin Ewald Wollny) (20 марта 1846, Берлин — 8 февраля 1901, Мюнхен) — немецкий учёный, основатель научной агрономии и агрофизики (Агрономическая физика).

## Биография
Мартин Эвальд Вольни родился в Берлине. Окончил сельскохозяйственную академию в Проскау, Силезия.
С 1870 года преподавал в Лейпцигском университете.
С 1872 года был профессором Мюнхенской высшей технической школы. Заведовал в ней опытным полем и сельскохозяйственной лабораторией.
Одним из первых изучал влияние физических свойств почвы на плодородие. Исследовал температуру, влажность, механическое и агрегатное состояние почвы, а также капиллярные явления. Описывал воздействие климата на почву и урожайность растений. Он, в противовес химической теории плодородия Юстуса Либиха, связывал её с физическими свойствами почв.
М. Э. Вольни создал агрономическую физику и издавал журнал по этой теме: «Forschungen auf dem Gebiete der Agrikulturphysik».